# Campionati del mondo di mezza maratona 1997
I Campionati del mondo di mezza maratona 1997 (6ª edizione) si sono svolti il 3 ottobre a Košice, in Slovacchia. Vi hanno preso parte 228 atleti (di cui 144 uomini e 84 donne) in rappresentanza di 45 nazioni.

## Gara maschile

### Individuale
| Posizione | Atleta                 | Nazionalità | Tempo    |
| --------- | ---------------------- | ----------- | -------- |
| Oro       | Shem Kororia           | Kenya       | 59'56"   |
| Argento   | Moses Tanui            | Kenya       | 59'58"   |
| Bronzo    | Kenneth Cheruiyot      | Kenya       | 1h00'00" |
| 4º        | Hendrick Ramaala       | Sudafrica   | 1h00'07" |
| 5º        | Mohammed Mourhit       | Belgio      | 1h00'18" |
| 6º        | Gert Thys              | Sudafrica   | 1h00'23" |
| 7º        | Abraham Assefa         | Etiopia     | 1h00'52" |
| 8º        | Luís Jesus             | Portogallo  | 1h00'56" |
| 9º        | Stefano Baldini        | Italia      | 1h01'01" |
| 10º       | Laban Chege            | Kenya       | 1h01'13" |
| 11º       | Lemma Alemayehu        | Etiopia     | 1h01'17" |
| 12º       | Michael Fietz          | Germania    | 1h01'18" |
| 13º       | Stéphane Schweickhardt | Svizzera    | 1h01'26" |
| 14º       | Eduardo do Nascimento  | Brasile     | 1h01'27" |
| 15º       | Wilbroad Axweso        | Tanzania    | 1h01'28" |

### A squadre
| Posizione | Squadra   | Atleti                                        | Tempo    |
| --------- | --------- | --------------------------------------------- | -------- |
| Oro       | Kenya     | Shem Kororia Moses Tanui Kenneth Cheruiyot    | 2h59'54" |
| Argento   | Sudafrica | Hendrick Ramaala Gert Thys Makhosonke Fika    | 3h03'34" |
| Bronzo    | Etiopia   | Abraham Assefa Lemma Alemayehu Tesfaye Tola   | 3h03'46" |
| 4º        | Spagna    | Alejandro Gómez Bartolomé Serrano Antoni Peña | 3h05'35" |
| 5º        | Italia    | Stefano Baldini Michele Gamba Antonio Armuzzi | 3h06'00" |

## Gara femminile

### Individuale
| Posizione | Atleta              | Nazionalità | Tempo    |
| --------- | ------------------- | ----------- | -------- |
| Oro       | Tegla Loroupe       | Kenya       | 1h08'14" |
| Argento   | Cristina Pomacu     | Romania     | 1h08'43" |
| Bronzo    | Lidia Șimon         | Romania     | 1h09'05" |
| 4ª        | Joyce Chepchumba    | Kenya       | 1h09'07" |
| 5ª        | Nuța Olaru          | Romania     | 1h09'52" |
| 6ª        | Katrin Dörre-Heinig | Germania    | 1h09'56" |
| 7ª        | Lyudmila Petrova    | Russia      | 1h10'02" |
| 8ª        | Rocío Ríos          | Spagna      | 1h10'06" |
| 9ª        | Mari Sotani         | Giappone    | 1h10'13" |
| 10ª       | Svetlana Zacharova  | Russia      | 1h10'29" |
| 11ª       | Delilah Asiago      | Kenya       | 1h10'36" |
| 12ª       | Noriko Geji         | Giappone    | 1h10'37" |
| 13ª       | Hiromi Katayama     | Giappone    | 1h10'48" |
| 14ª       | Aurica Buia         | Romania     | 1h11'01" |
| 15ª       | Alina Ecuta         | Romania     | 1h11'02" |

### A squadre
| Posizione | Squadra  | Atleti                                                  | Tempo    |
| --------- | -------- | ------------------------------------------------------- | -------- |
| Oro       | Romania  | Cristina Pomacu Lidia Șimon Nuța Olaru                  | 3h27'40" |
| Argento   | Kenya    | Tegla Loroupe Joyce Chepchumba Delilah Asiago           | 3h27'57" |
| Bronzo    | Giappone | Mari Sotani Noriko Geji Hiromi Katayama                 | 3h31'38" |
| 4ª        | Russia   | Lyudmila Petrova Svetlana Zacharova Viktoriya Nenasheva | 3h31'45" |
| 5ª        | Germania | Katrin Dörre-Heinig Petra Wassiluk Iris Biba            | 3h32'16" |

## Medagliere
| Posizione | Paese     | Oro | Argento | Bronzo | Totale |
| --------- | --------- | --- | ------- | ------ | ------ |
| 1         | Kenya     | 3   | 2       | 1      | 6      |
| 2         | Romania   | 1   | 1       | 1      | 3      |
| 3         | Sudafrica | 0   | 1       | 0      | 1      |
| 4         | Etiopia   | 0   | 0       | 1      | 1      |
| 4         | Giappone  | 0   | 0       | 1      | 1      |
| Totale    | Totale    | 4   | 4       | 4      | 12     |